# Robert Wójcik (sztangista)
Robert Wójcik (ur. 23 kwietnia 1939 w Wąchocku) – polski ciężarowiec, mistrz Polski, medalista mistrzostw Europy (1969), z wykształcenia inżynier-mechanik.

## Kariera sportowa
Był zawodnikiem m.in. Warty Gorzów Wielkopolski i AKS Herkules Warszawa. Starty rozpoczął w 1957, ale pierwsze większe sukcesy odniósł dopiero w 1966, zdobywając w barwach Warty mistrzostwo Polski w wadze ciężkiej. W tym samym roku zwyciężył także na mistrzostwach Polski CRZZ i Federacji "Kolejarz". Jako zawodnik AKS Herkules zdobył następnie mistrzostwo Polski w tej samej kategorii wagowej w 1967, 1968, 1969. Był pierwszym Polakiem, który uzyskał wynik 500 kg w trójboju i 200 kg w podrzucie. W 1968 zajął 6. miejsce w mistrzostwach Europy w wadze +90 kg. W 1969 reprezentował Polskę na mistrzostwach świata (będących równocześnie mistrzostwami Europy). Wynik 500 kg (170 kg + 140 kg + 190 kg) dał mu 5. miejsce w klasyfikacji mistrzostw świata i brązowy medal mistrzostw Europy.